# Cajari
Cajari là một đô thị thuộc bang Maranhão, Brasil. Đô thị này có diện tích 544,05 km², dân số năm 2007 là 12800 người, mật độ 23,53 người/km².